# Літотипи
Літоти́пи (рос. литотипы, англ. lithotypes, нім. Lithotype m pl) — термін для позначення гумусового вугілля макроскопічно різного за блиском, структурою, механічними властивостями, тріщинністю.

## Загальна характеристика
За блиском та структурою виділяють прості та складні Л.
Прості — вітрен (блискучий), фюзен (сажистий, волокнистий, матовий), кларен (напівблискучий, смугастий), дюрен (матовий) та перехідні — дюрено-кларен, кларено-дюрен. Товщина смуг вітрена — від 2 — 3 до 10 мм, мінімальна товщина фюзена та складних літотипів умовно 3 мм, максимальна відповідає товщині потужних пластів. Блиск складних Л. залежить від участі в їх будові тонких блискучих і матових смуг, а структура — від товщини смуг, яка лежить у межах до 3 мм.
За цією ознакою структура складних літотипів характеризується як неявносмугаста, штрихувата, тонко-, грубосмугаста тощо.
Термін Л. використовується при макропетрографічних описах і в назвах типів гумусового вугілля, які розрізняються за складом, товщиною (потужністю) Л. та особливостями структури складних Л. Термін прийнято Номенклатурною комісією Міжнародного комітету з петрології вугілля (1963) за описом чотирьох основних смуг вугілля М.Стопс (1919). Назвам Л. присвоєне закінчення -ен.